# Josefina López de Serantes
Josefina López González más conocida como Josefina López de Serantes (La Coruña, 6 de abril de 1922 - idem, 5 de marzo de 1998) fue una escritora española de novela rosa, biografías, poesía y artículos periodísticos en español y gallego. Su hermana María Teresa fue la escritora Águeda de Vianney.

## Biografía
Su padre, Jesús López Castiñeira (1890/1964), era natural de Lugo. Trabajó en la fundición de Julio Wonemburger, para luego pasar a la Sociedad Española de Construcciones Metálicas, emigrando más tarde a Estados Unidos, donde tuvo un cargo importante en la Mapos Central Sugar Co., empresa por la que estuvo destinado un tiempo en Cuba:
“Mi padre, que emigró siendo muy joven a Norteamérica, llegó a ocupar un importante puesto en una empresa metalúrgica de Nueva York...”
Fue secretario del Centro Andaluz de New York City. En este centro, además de ejercer como secretario y animador cultural, participó como actor en muchas de las representaciones organizadas por dicho centro. Destacó como periodista, colaborando en la  revista “La Tribuna”, revista semanal defensora de la raza hispana, que también contaba con destacadas firmas de intelectuales españoles como Julio Camba, Azorín, Joaquín Dicenta, Blasco Ibáñez, J. Benavente o los hermanos Quintero entre otros.
Dotado de un fino humor, gran imaginación y soltura, firmaba sus artículos bajo seudónimos como “El Terrible López” y “Santón de la Puntilla”.
Es autor de una obra teatral, un extraordinariamente aplaudido juguete cómico: “Misticismo y Flamenquismo” (1919) y de varios artículos como: 
- “Brujerías” (1913)
- “EL Gobernador de la Tierra” (1914)
- “El Paraíso Perdido” (1915)
- “Los náufragos del Potomac” (1915)

Algún poema como “La Niña de los ojos de color del cielo”  (poemita, 1914), “A S.M. Julia I” (1914), e incluso alguna canción como “¡Se la llevaron!” (canción de moda, 1916)..
“…habían quebrado las Centrales de azúcar y miles de trabajadores españoles quedábamos en la miseria. Nuestros ahorros, conseguidos tras incontables esfuerzos, estaban irremisiblemente perdidos. La mayoría de los bancos también se habían declarado en quiebra. Me encontré nuevamente solo, sin dinero, cerrado también el "Ingenio" en donde hasta entonces había trabajado, y a todo ello se sumaba la angustia de vivir tan lejos de España.
Yo deseaba volver, poder reunirme con los míos, abrazar de nuevo a mi madre... ¿Cómo?. No tenía una peseta. Se me ocurrió una idea. España estaba librando una dura lucha en Marruecos, y yo era español. Aquella misma mañana acudí a nuestro consulado. El Cónsul me acogió amablemente y escuchó mi ruego.
Por fin, tras unos instantes de meditación, me respondió: "Bien, usted puede salir para Melilla en el primer barco que zarpe de La Habana, pero... tendrá que pagarse el viaje". No tengo dinero!, respondí con voz ahogada. "Entonces, lo siento. Créame, lo siento muchísimo, pero no puedo hacer nada por usted".
...me tendió la mano en un breve saludo de despedida…"
Consiguió regresar y casarse con la novia que le esperaba e a quien tanto quería, apartándose de la carrera literaria comenzada tan brillantemente.  
Del matrimonio entre Jesús y Josefina, nacieron tres chicas: Josefina, Carmen (fallecida a los siete meses de edad)  y María Teresa, también escritora -con más de veinte novelas publicadas-, que abandonó el ejercicio de las letras al contraer matrimonio. Firmaba con el seudónimo “Águeda de Vianney”.
Josefina comenzó a escribir desde muy niña para revistas infantiles cuando aún estudiaba el bachillerato, escribía cuentos para niños. Utilizó tanto elidioma Gallego como el Castellano, aunque la mayor parte de su obra fue escrita en este último.                                                  
El primer cuento del que tenemos constancia impresa, es el titulado “La Leyenda del Crisantemo”, que fue publicado en la revista “Flechas y Pelayos” en el año1943, pasando luego a ocuparse de géneros tan diversos como la novela, la biografía, el relato, el ensayo, el guion, el artículo y la poesía. 
Fue en este mismo año cuando se casó con Eduardo Serantes Pedreira, empleado de la Cámara de Comercio y gran pescador. La afición tan grande que él tenía a la pesca, valió para que Josefina escribiese hermosos artículos llenos de humor, en los que va describiendo todo el proceso por el que pasó su marido; desde hablar con cierto desprecio de los pescadores -que para él estaban matando el tiempo porque no tenían nada mejor qué hacer- hasta convertirse en un forofo “enfermizo”, que poco a poco fue “tomando” la casa con sus botas, cañas, cestos y todo tipo de aparejos de pesca, además de “ciertos bichitos de apariencia repelente y asquerosa”.
Eduardo, hombre socarrón y de aspecto amable y bonachón, pretendía parecer duro y autoritario, pero en realidad era un sentimental y un romántico.
Su amor siempre fue un amor de adolescentes. Los problemas y las privaciones vividas en su largo matrimonio, no fueron suficientes para romper esa perfecta comunión existente entre los dos.                                                         
De su matrimonio nacieron siete hijos: 
Quincho (1944-1996), Marifí (1948), Carmen (1951), Chary (1953), Eduardo (1955), Suso (1958) y Gerardo (1962).
Sacar adelante siete hijos y disponer de tiempo para sentarse delante de la máquina de escribir, da idea de la cantidad de horas que tuvo que robarle al sueño para poder expresar lo que llevaba dentro y necesitaba urgentemente sacar a la luz.
Convertida en esposa, Josefina comenzó a firmar sus trabajos con su nuevo nombre de casada: 
Josefina López de Serantes.
Aun así, fueron muchos y variados los seudónimos utilizados por una u otra razón a lo largo de su trayectoria como escritora: Fides, Una Hija, La Esposa de Uno, Josephine Lodeser, Penélope, Mireya, Cruceiro, V. Mareiro, Graciela…
Figura en el “¿Quién es quién?” de escritores españoles del Ministerio de Cultura (1979), pertenece a la Sociedad General de Autores de España (1962) y a la Asociación de Escritores entre otros estamentos. Fue colaboradora de prensa de los principales diarios de Galicia y España, como por ejemplo “La Voz de Galicia” con cerca de los cien artículos y relatos publicados, “El Ideal Gallego” con más de cien, “El Correo Gallego”, “La Noche”, “La Región”, “A Nosa Voz”, y revistas como “Lecturas”, “Hogar y Moda”, “Salmo”, “Mujer”, “La Toja”, “Siluetas”, “La Tabaiba” (Canarias)...
Entre todos sus artículos, relatos, guiones, etc., alcanza un total de 340 obras publicadas y 154 no publicadas. En tal cantidad de artículos y relatos, encontramos una inmensa variedad de asuntos e historias: 
Religión, Idioma, Política y Biografía son los temas predominantes; sentimientos, personas, personajes extraños, curiosos, olvidados, humor, lugares, sucesos… todo es estudiado y analizado.  Historia y sucesos de Galicia, sus ciudades y muchos de sus pueblos, en los que rememora eventos importantes que no acepta queden en el olvido. 
Vida y anécdotas desconocidas de escritores gallegos, de España y de otros países, gracias a lo cual algunos de ellos fueron rescatados del injusto olvido en que permanecían, por sus ciudades y Ayuntamientos. 
Algunos de sus guiones fueron radiados por las emisoras nacionales “Cadena Ser”, “Radio Nacional de España”, “E.A.J. 41”, “Radio Barcelona” y “Radio Juventud”.          
En cuanto a sus Poemas (32), no nos consta que se hubiese publicado ninguno, y aunque su calidad no está a la altura de los relatos o los artículos, tienen un gran valor como testimonio humano.
“Nunca fui poeta, pero mi alma está de amargura colmada…”
De los  treinta y dos poemas que ella escribió (veinte en Gallego/Castellano y 12 solo en Castellano), veintiséis están dedicados a Eduardo, su marido. Todos son posteriores a la muerte de él, de ahí que en todos ellos exista un solo tema: la añoranza. Son gritos de angustia y desesperación. 
La soledad la va comiendo por dentro, y poco a poco va regresando al pasado, ese pasado en el que era feliz y tenía a su lado al que fue el único gran amor de su vida. 
Sus opiniones pueden ser o no compartidas, pero son “sus opiniones” que es lo que realmente importa y la razón por la que se escribe esta “biografía”.
“…la poesía está en el instante en que tu imagen se pierde en un recodo de la calle, mientras el lucero del alba parpadea trémulo…”   (A su marido Eduardo cuando partía muy temprano para ir de pesca y ella quedaba mirándole desde la ventana).
* Mujer de profundas creencias religiosas, investigadora constante y minuciosa, trabajadora incansable, tuvo también sus preocupaciones idiomáticas. Le dolía no manejar perfectamente la lengua materna, y se puso a estudiarla ya con una edad avanzada: “Dende ista mañán de domingo, penso que vou falar sempre con Deus na nosa fala, moi despaciño, con toda a sinceridade da miña alma, todos os días. E non séi porqué, mais sinto unha paz e unha dozura que me fai comprender que endexamáis deixaréi de ser escoitada”.
A pesar de comenzar a estudiar el idioma galego siendo ya mayor, llegó a escribir treinta y tres obras y dos libros en su idioma. Nunca es tarde para aprender. Josefina gustaba de conocer. Su capacidad de percepción era muy grande, y su anhelo por saber no tenía límites.
Sus últimos días no fueron los deseables para una esposa y madre como ella. Las desgracias se sucedieron a su alrededor y ya no tenía capacidad de reacción. Se fue encerrando en su mundo particular, el mundo del recuerdo, en el que era verdaderamente feliz y todo lo demás quedó olvidado.
Aquí dejó su trabajo de toda una vida. En sus textos están sus esfuerzos, sus inquietudes, sus miedos y alegrías, en definitiva, todo por lo que ella vivió. 
*(Xosé R. García.)
“…yo leía sus trabajos una y otra vez, repitiéndome las palabras, deseando ardientemente poder también expresarme con soltura en aquel hermoso idioma que era el suyo y también el mío. Y aunque lamentablemente, por aquel entonces no lo conseguía, siempre recogía alguna preciada enseñanza…” (refiriéndose a Xosé Ramón e Fernández Oxea, más conocido por Ben-Cho-Shey).
Es cierto, no osaba escribir en su idioma “hasta que lo dominase abofé (de verdad), tanto oral como escrito. Tarde, cuando ya algunos de sus siete hijos comenzaron a abandonar el nido, decidió aprenderlo como fuese y lo más rápido posible; sus medios económicos sólo le alcanzaban para comprar día tras día el método del diario “La Voz de Galicia”, “Curso de Galego Coloquial”…Y así, trabajó diariamente los temas de aquel método. 
Diez novelas (seis de ellas publicadas), 6 libros (cinco publicados) y una Obra Teatral no publicada. De sus cinco libros publicados, cuatro de ellos son biografías (Benito Vicetto, Francisco Añón, Juan XXIII y Cristóbal Colón) y el quinto, “Yo conocí a Marcela” (Empezar a vivir), finalista del Premio Planeta en 1979, puede considerarse como su autobiografía.  “El Enigma del Gran Almirante” (Cristóbal Colón) y “Eu coñecín a Mela” (traducción al galego de su obra “Empezar a vivir”), son sus últimas obras, en las que ella trabajó con tanta ilusión y que ya no podrá ver en las librerías. Relatamos a continuación un recuento de ellas, acompañado de algunos comentarios y críticas que se hicieron sobre las mismas:        
LIBRO: El buen Papa Juan. (Biografía de Juan XXIII). Editorial Mateu. Barcelona, 1967
* Este libro de Josefina López de Serantes, dedicado a los niños, deja en el espíritu del lector un poso de ternura, de nostalgia del buen Papa que se fue, y de estímulo para seguir sus pasos y enseñanzas. Josefina, dueña de una pluma y una cultura poco frecuentes, ha ido recorriendo la vida del buen Papa Juan... Un lenguaje sencillo, adecuado a la mentalidad infantil de los lectores, se une al cariño y admiración por la persona de “un hombre que llegó a Papa y se llamó Juan”. (M.A.V. El Ideal Gallego, 16 de julio de 1965)
LIBRO: Benito Vicetto iñorado. (Biografía de Benito Vicetto)  Edit. Alvarellos. Lugo, 1978    
* La autora se documentó experta y profundamente. Más que biografía novelada, se trata, a mi parecer, de pergeñar con minuciosa habilidad los babélicos bamboneos de la vida accidentada del romántico e imaginativo escritor ferrolano. (J. Leyra Domínguez. Ferrol Diario, 22-10-78)
* “Es simpático y alentador que sea una mujer en Galicia la que, manteniendo una delicada vena romántica en estos tiempos de materialismo femenino, trate de reivindicar la olvidada personalidad del novelista Benito Vicetto, porque lo cierto es que en ninguno de los exégetas que más o menos intensamente se ocuparon del vigoroso novelista, (Murguía, Fort Beltrán, Vesteiro Torres, Amor Meilán, etc.) aparecen tan completos los datos sobre su nacimiento, ascendencia, matrimonio y muerte, como los que Josefina López de Serantes se procuró con una fuerza de voluntad, a todas luces plausible. (M. Hermida Balado. La Voz de Galicia, 13.04. 1986)
El 29 de mayo de 1978, justo un siglo tras la muerte de Vicetto, el Ayuntamiento de Ferrol y el Real Coro Toxos e Froles, cubren con una lápida y una placa el nicho donde reposan los restos mortales del ilustre escritor, gracias a las investigaciones y reclamaciones de J.L. de Serantes.
* La obra que comentamos es, pues, indispensable para conocer, a la luz de los documentos, la vida de aquel a veces, desmesurado autor gallego, que entre otros méritos, atesora el de haber iniciado la aventura de la novela romántica en nuestro país. (Ferrol Diario, 21 de abril de 1979)
* La escritora coruñesa pone de relieve una gran sensibilidad, a la vez que hace un sutil análisis en torno a la figura de su personaje. La pintura del carácter de Vicetto constituye un acierto a lo largo del libro que analizamos. Josefina López de Serantes recrea la figura de Vicetto. 
Se siente identificada con ella, a la vez que penetra en los haces y en los enveses de su obra. Y fruto de esta compenetración es una biografía novelesca que no solo se lee con agrado, sino que sirve para clarificar la personalidad del que fue una gran figura del romanticismo.  (E.M. Hoja del Lunes, 28 de agosto de 1978)
* Su estudio biográfico es muy interesante y dicho con su peculiar estilo de usted resulta muy atractivo. Creo que ha de gustar mucho y que usted ayudará a redescubrir a un paisano nuestro que está injustamente olvidado. (Juan Naya Pérez, Cronista oficial de A Coruña, 10.07.1978)
* Mi distinguida amiga: Me complace sobremanera testimoniarle de nuevo el favorable juicio que me merece su biografía de Benito Vicetto. Ha llevado a cabo usted una muy meritoria labor al rescatar del olvido, o de la leyenda, a esta figura intelectual. Era necesario hacerlo y usted lo ha conseguido con mano firme y buen pulso literario. (Domingo García Sabell, 26 de enero de 1978)
LIBRO: Empezar a vivir. Autobiografía. Ediciones Hymsa. Barcelona, 1985
Inicialmente con el título de “Yo conocí a Marcela”, fue finalista del Premio Planeta de 1979. En aquella ocasión fueron 323 las obras presentadas a concurso, de las que 22 llegaron a la final. El primer premio le fue concedido a Manuel Vázquez Montalbán por su obra “Los Mares del Sur”.
* Tu novela, Josefina, es una auténtica delicia, y dentro de la inmensa ternura que la caracteriza, no dejan de aparecer sus huellas de humor. Magnífica novela con final sorprendente e inesperado que la convierte en una magistral novela rosa. Tierna y delicada la mano que la escribió conducida por un corazón cuajado de sensibilidad amorosa ¡Qué gran estudio de caracteres!. Repito, una gran novela digna de mejor suerte. (Juan Estrada López, 18 de mayo de 1986). 
*Acabo de leer la última página de “Empezar a vivir”. Cerré el libro, pero no por eso voy a despedirme de Marcela. Se ha convertido ya en mi amiga, y eso ha sido posible por muchos motivos. No solo por su mensaje de esperanza y por su pureza, sino además, por supuesto, porque me ha llevado de la mano a la tierra que tanto recuerda y ama mi padre, y que alguna vez espero recorrer y admirar. (Ana María Sendón. Buenos Aires, 14 de noviembre de 1985)
* “Empezar a vivir” es una narración escrita con gran garbo literario que encierra una interpretación psicológica que, más que las palabras define a la protagonista, y que tan difícil resulta aún para los grandes novelistas. Esa autenticidad con que Marcela vive su vida entre un padre comprensivo y una madre intransigente, autoritaria hasta casi la psicopatía, me parece la expresión de un análisis perfecto de una humana intimidad. Desde el relato de la vida de niña de Marcela -las amigas perseverantes y las que le fallan-, el hombre de la gabardina, primera revelación intuitiva de un amor jamás disfrutado plenamente en la vida; las diversas sensaciones anímicas que le van produciendo las muertes de las abuelas y tías, todo, hasta el final sorpresivo, en el que ya siendo una mujer madura, le alumbra el sol de una vida de esperanza, acredita a Josefina López de Serantes como una estupenda cultivadora de ese aspecto tan difícil de la literatura. (Manuel Hermida Balado. 14 de noviembre de 1985)
LIBRO: Vida e morte dun poeta. (Biografía de Francisco Añón Paz). Venus Artes Gráficas. A Coruña, 1986. Idioma Galego. Subvencionado por la “Xunta de Galicia”.
* Se trata de un libro profusa y cuidadosamente documentado, en el que la autora resucita para nosotros al gran poeta coruñés, desde su nacimiento hasta su muerte, relatándonos su vida azarosa y aventurera. (El Ideal Gallego, 6 de septiembre de 1986)
* Xosefina López logra un relato ameno, al que adosa un tratamiento dulce, aun cuando se refiere a momentos muy duros de la historia, como la mencionada “Revolución de 1846", que concluye con fusilamientos y castigos muy severos. La vida de este hombre, que nació, vivió y murió pobre, pese a poseer una grandeza que lo convirtió en un pilar de las letras gallegas, es contada con rasgos sublimes por Josefina López de Serantes. (Héctor Barrera. El Correo Gallego, 14 de septiembre de 1987)
* Escrita con fervor, ás veces a biografía transita polos eidos da creación. A autora non só se documentou amplamente senon que nos achega, documentación inédita de notable interese.
D. Xesús Alonso Montero (Presidente da R.A.G.), 2015

LIBRO: El enigma del gran Almirante. (Biografía de Cristóbal Colón). Eduardo Serantes López. A Coruña, 2013.
* Documentadísima biografía de Cristóbal Colón que trata de hacer patentes sus posibles orígenes gallegos. (Alejo F. Valenciano García).
* Este libro que lleva por título “El enigma del gran Almirante” es muy instructivo y peculiar; está escrito en forma de relato, crea conversaciones y pensamientos de Cristóbal Colón a lo largo de su vida, y lo hace muy bien. Incluye documentación novedosa… las penurias que padece y los pensamientos de Colón son dignos de admirar, no es una novela es un relato y me parece muy acertado. (Guillermo García de la Riega y Bellver).
* Entre mil historias, el libro nos da un paseo por la España Medieval, la Andalucía de los árabes, la Inquisición (inquisidores como Torquemada, Juan Coloma… eran de ascendencia judía!). Bondades, crueldades y cuernos de Reyes como Fernando, Isabel, Juana, Felipe I… (Eduardo Serantes López).
*“Colón descubrió. Vespuccio simplemente dio sentido al descubrimiento”. (X.L. de S.)
* Hacía falta entre los escritos de “Colón Galego”, esta perspectiva tan rigurosa como delicada y poética que solo podría salir de un alma femenina de sólida cultura y nobles ideales. (António Pedro de Sottomayor).
* Las investigaciones realizadas por Celso García de la Riega y Josefina López de Serantes, natural esta de La Coruña y autora de una magistral obra “El enigma del Gran Almirante”, dan suficientes razones para abrir una mayor investigación sobre Colón, ya que su figura sigue siendo una gran incógnita. (J.C. Fernández Caamaño. El Ideal Gallego).
Prólogo a su libro "Terra e Mar" de su hijo Eduardo Serantes López:
Todavía muy reciente la definitiva desaparición de mi madre, me encontré con la difícil situación de qué hacer con la ingente cantidad de papeles repartidos por la casa, entre los que se encontraba casi toda su extensa obra literaria.
El tiempo apremiaba, pues la casa donde ella, su marido y la mayor parte de sus siete hijos habían vivido durante casi un lustro, debía ser desalojada de todos sus enseres y recuerdos en un corto espacio de tiempo.
Después de unas cuantas llamadas telefónicas, hallé buenos consejos y ánimo, pero no la ayuda que yo buscaba para que su “biblioteca” no desapareciese definitivamente. 
Por fin, imagino que guiado por mi misma madre, decido recurrir a los amigos de la infancia, esos amigos que todos tenemos y que la vida lleva por otros caminos pero... que no dejan de ser “los amigos de siempre”. Estos, supongo que movidos por el recuerdo y reconocimiento a la labor de mi madre, de un día para otro aparecieron en la C/ Falperra(*), 78 - 2º, y llenándose de ácaros hasta la coronilla, durante cuatro días recuperaron, ordenaron y clasificaron toda su obra y mucho más material al efecto (cartas, fotos, diarios, documentación, etc.).
Una vez recuperado dicho material, vino la ardua tarea de coordinar, dirigir y organizar TODO, para que pudiese quedar conservado en forma de libro o similar. Ya conseguido esto, se recurrió a amigos, familiares, conocidos, etc. que pudiesen echarnos una mano en el “tecleado” de tal cantidad de artículos, relatos y  poemas. Pocos fueron los que al final hicieron efectivo su ofrecimiento, pero... ¡aquí está!; aquí está casi toda la obra publicada de Josefina López de Serantes  (“Terra e Mar”).
¡Cuánto trabajo realizado arañando unas horas al poco tiempo de ocio que le dejaban sus siete hijos! ¡Cuánta investigación sin el más mínimo medio económico ni de ningún tipo!                                             
¡Cuántas ansias tenía de saber y comunicar todo aquello que descubría y redescubría rescatando muchas veces del olvido a personas y situaciones injustamente olvidadas! ¡Cuánta labor, en fin, que no era de justicia acabase en un contenedor!
Ahora les corresponde a otros investigadores que, como ella hizo con los demás, investiguen más sobre su vida y su obra, y así, se le pueda reconocer su gran labor, sobre todo aquella que hizo por su querida tierra Galicia. 
Nosotros se lo dejamos fácil. Quiero decir que no tendrán que buscar y rebuscar por archivos, bibliotecas, periódicos, etc. como ella hacía en sus cortos espacios libres. Se lo dejamos fácil porque creemos tener casi toda su obra; aquí está lo publicado, pero también tenemos lo inédito o no publicado. Confiemos en que llegue algún día alguien con más medios que nosotros, y lo pueda sacar a la luz.
A partir de hoy buscaré en las instituciones, y también a todos aquellos personajes de la literatura gallega que siempre dijeron admirar su labor, para conseguir ayuda y poder  publicar este libro. 
Este libro que hoy, 20 de septiembre de 1998, se acabó de imprimir gracias a los antes mencionados.
Este libro que hoy ve la luz, no la vería si no fuese por  Ramón Solar Sarasquete, ya que él solito mecanografió aproximadamente un 80% del libro, y por la decisión, localización, organización, dirección y encomiable trabajo de Xosé Ramón García Vázquez, cuyas horas, días y meses dedicados a este fin son agotadoramente incontables.
Sabed que mi madre se sentirá tiernamente conmovida como solo ella sabía sentir, y os lo agradece. Solo confío en que nos pueda enviar, desde su más allá, ese último artículo en el que cuente cómo y cuánto nos agradece lo que hemos hecho con su trabajo.
Món, Xosé, os lo agradeceré toda la vida... de verdad.
Esto era un deber, una obligación, y gracias a vosotros se ha hecho justicia con la labor literaria de mi madre.
Eduardo  Serantes López
Libro: Terra e Mar. Editorial Círculo Rojo. Almería 2015
* O presente volume recolle unha boa parte da obra periodística e poética da autora.
A bibliografía de Josefina López González (logo, xa casada, López de Serantes) é amplísima e, en canto ós xéneros, polifacética: poesía, teatro, novela, contos, artigos na prensa, guións… Asombra a súa faceta de novelista, que exerceu desde moi nova.
Este tipo de recompilacións póstumas son unha garantía de que están creadas as condicións para que a obra literaria de Josefina López de Serantes teña, nas bibliotecas e nos despachos dos eruditos, curiosos e estudosos, a presenza, durante moito tempo, a que teñen dereito os escritos daquela escritora prolífica, polifacética, sincera e apaixonada.
(Xesús Alonso Montero. Presidente da R.A.G. 2015)
“Terra e mar” é un libro antolóxico, non completo, pero si o suficiente como para ter diante dun a obra dispersa de Xosefina López de Serantes.
Rende admiración a Galicia desde un fondo sentido relixioso da existencia; romántica, vital, apaixonada, pero ao mesmo tempo rigorosa e documentada.
Non se pode dicir de la outra especialización literaria que non sexa a propia Galicia, e a ser posible, todo aquilo de bon que deu ou da Galicia.
(José de Cora)
Amigo Edu. Miréi “Terra e  Mar” e quedéi pasmado do que aí fixeches.
Síntome conmovido ao ver esta dedicación a túa nai.
O teu caso é comparable aos logros conseguidos por Alonso Pose, que tras 40 anos de reivindicación, conseguíu honras para Álvaro Cebreiro, e por eso me parece que hai que colaborar contigo.
A túa nai merece un Día das Letras Galegas tanto como María Mariño ou o arcebispo Lago González, por exemplo.
Nesto, como en todo, o importante é estar no sitio axeitado no momento preciso.
Obra digna de eloxio para que Xosefina López de Serantes, escritora de tantos méritos, non quede esquecida.
(Siro López)

Hai moita xente que aínda hoxe permanece no esquecemento como é o caso de Xosefina, que traballou e investigou a reo para que personalidades galegas cobrasen vida e vida novelesca.
Cada páxina dos seus libros contan anécdotas, pintan paisaxes, estructuran accións, etc. supón un fito ó meu ver, posto que aprendes a considerar a vida dos personaxes como a do día a día, e aprendes a comprender mellor mesmo a construcción das súas propias obras
Esta muller escribiu como columnista no xornal “La Voz de Galicia” no seu apartado “De Sol a Sol” durante catro anos e ata a súa morte; nestes traballos se albiscan as súas dotes de amenidade e transparencia na escrita,
Xosefina foi fundamentalmente una recuperadora de personalidades agochadas baixo as nubes dun ceo incerto aínda naqueles tempos, pero que era claro, no tocante a ideais, nos ollos das ditas personalidades. Pero así como recuperou a memoria de literatos e personalidades importantes para a cultura galega, tamén se fixo eco para reflexionar sobre o idioma.
(Mª Xosé Castro)

Libro: Ráfagas. Eduardo Serantes. A Coruña 2016
* Ráfagas
	Ráfagas de ilusión, de esperanza y amargura, son estos trozos de vida que relato. Existencias que transcurrieron en el anónimo, cual Ráfagas de viento en la historia de la humanidad.
	Ráfagas que nos rozan, que pasan por nuestro lado sin que reparemos en ellas, y que, sin embargo, llevan en sí toda una vida.
	Ráfaga de esperanza es la de la muchacha que escucha las campanadas del año que muere, para dejar paso a otro lleno de ilusión.
	Ráfaga de recuerdo, la del anciano que rememora la única ilusión de su vida en un lejano carnaval. 
Y es Ráfaga de esperanza la de la mujer que, año tras año, va a poner su fe inmensa y sencilla ante la procesión que representa el drama del Calvario. 
	También lo es, y de recuerdo, la del hombre rudo y poco cordial que en una Noche de Difuntos deja escapar de su pecho la angustia de un amor que jamás supo demostrar a la compañera perdida. Y así, del mismo modo, cruza por la existencia, solitario y sin esperanzas, el viejecillo que ya nada espera de la vida.
	También el niño que busca con obstinada desesperación, entre el torbellino de la vida, al padre que nunca conoció, pasa por nuestro lado quizás montado en su bicicleta nueva.
	Y, por último, la mujer joven y viuda que consagra su vida entera a sus hijos, ocultando tras la ternura y la sonrisa, la intensa Ráfaga de dolor que asoló su existencia.
	Pequeños Relatos, pequeños cuentos, pequeñas Ráfagas quizás intranscendentes; pero que, en realidad, son la vida misma.
```
  Josefina López de Serantes
```

En este recopilatorio de sus más entrañables artículos e historias, podemos disfrutar de una Josefina muy sensible, que nos transporta a situaciones vividas hace muchos años, y nos sitúa en el centro de su historia, como si realmente estuviésemos allí.
Llena de ardor y entusiasmo por dar a conocer sus vivencias, sus pensamientos, sus creencias, sus historias, con una lectura  clara y melódica, nos permite en este libro, ir hacia delante o hacia atrás, sin perder el hilo de su argumento. 
(Isaac Rguez.) 
El espíritu de toda la obra de Josefina, y muy concretamente de estas “Ráfagas” que renacen, es la armonía; la armonía entre las personas y la armonía entre las distintas maneras de ver la vida.
(José de Cora)
É un libro moi propio da época –que eu leréi con verdadeira fruición- e que non desmerece en absoluto a “Terra e Mar”. 
“Ráfagas” é un gran libro escrito por una persoa que ten imaxinación e dominio do idioma. Un libro, en fin, que vai facernos felices a todos na nosa intimidade porque, a través das palabras de Josefina, evocaremos as nosas vivencias.
(Siro López)
Libro: Retrincos. Eduardo Serantes. A Coruña 2017
Son 110 trabajos de la autora no publicados. Relatos y artículos sobre la sociedad de su época.

Su producción es vastísima: artículos, relatos, biografías, guiones, novelas, poemas, conferencias,  etc., destacando en todos ellos, como lo testimonia el amplio número de premios literarios y de honores que le han sido concedidos con todo merecimiento:

## Premios
- “Cuentos del Domingo” de “El Ideal Gallego”, por “La vieja Miqueira”, 1949
- “Torre de Marfil” de radio “E.A.J. 41”, 1950
- “Cartas de Amor” revista ”España semanal”. Tánger, 1951. (Carta de amor)
- Cadena Ser. Programa “Vosotras”, 1958. (Volvieron en primavera)
- “Bodas de Oro” de “La Región”, por “El Balandro”, 1960
- “RNE en La Coruña”. Guion “Celos”, mayo 1960
- Accésit Premio FENOSA, por “El Electrón”, 1969
- Juegos Florales de Oleiros 1976 por “Mrs White en Oleiros”.
- Accésit Premio “López Cortón ” de Cedeira, 1976 (Don José Pascual López Cortón)
- Finalista del Premio Planeta en 1979. (Empezar a vivir / Yo conocí a Marcela)
- Accésit Premio Xornalístico de Cedeira, 1980. (Uno de los hijos más preclaros de Cedeira)
- Finalista del Premio Pérez Lugín en 1981. (Nuestro idioma, lengua de reyes y sabios)
- Rosalía de Castro de Corcubión en 1984. (Nuestro idioma y nuestras letras)
- La Tabaiba de oro de Las Canarias en 1985. (El viejo de las mondas)
- “Diócesis de Barcelona”, 1991. (Jugando a ser mujer)
- “Pere Sardá”  de Barcelona, por “Ella”, 1992
- “Toxo de Plata” del ayuntamiento de Ferrol, 1995. Por su aportación a la recuperación del escritor Benito Vicetto.